# 히라카와 다쿠토
히라카와 다쿠토(일본어: 平川 拓斗, 2003년 4월 23일~)는 일본의 축구 선수이다.

## 구단 경력
그는 J1리그의 감바 오사카에 입단했다. 2020년 J3리그의 감바 오사카 U-23에서 뛰었다.